# Marcos Mondaini
Marcos Gustavo Mondaini Montenegro (Sáenz Peña, Chaco, 14 de febrero de 1985) es un exfutbolista argentino nacionalizado ecuatoriano. Jugaba de delantero y su equipo último equipo fue el Rocafuerte de la Segunda Categoría de Ecuador. Actualmente desempeña el rol de director deportivo en el Club Sport Emelec. 

## Trayectoria

### Boca Juniors
Mondaini, surgido de la cantera "Xeneize" fue tenido en cuenta por primera vez en el equipo de Primera División en el Torneo Apertura 2004. El 2005 siguió en Boca Juniors, formando parte del club que se coronó campeón del Torneo Apertura 2005.

### Club Sport Emelec
El 2006 fue al Club Sport Emelec de Ecuador, teniendo su mejor temporada. En el equipo ecuatoriano hizo dupla con Luis Miguel Escalada (también compañero en las inferiores de Boca). Fue subcampeón con el Emelec y lo eligieron como el mejor jugador de la temporada 2006 de la Serie A de Ecuador.

### Boca Juniors
En la temporada 2007 Mondaini retornó a Boca Juniors, disputando algunos partidos del Torneo Clausura y de la Copa Libertadores, la cual ganó su club. El segundo semestre del 2007 tuvo menos oportunidades.

### Barcelona SC
En el 2008 fue transferido al Barcelona SC de Ecuador, donde no tuvo un buen paso. 

### Nacional de Uruguay
El 2009 pasó al Club Nacional de Football de Uruguay, equipo que ganó el Campeonato Uruguayo de Fútbol 2008-09 y alcanzó las semifinales de la Copa Libertadores 2009. 

### Boca Juniors
A mediados del 2009 retornó de su préstamo a Boca Juniors para ser una alternativa para el club debido a lesiones de delanteros del equipo, al finalizar ese año terminó su contrato con Boca Juniors.

### Club Nacional de Futbol
El 2009 jugó en el club uruguayo Club Nacional de Futbol, Mondaini llegó de 24 años, firmó por un año teniendo algunas buenas actuaciones jugando en 26 oportunidades y convirtiendo 4 goles.

### Chivas USA
Luego de jugar en Colombia para la temporada 2011 - 2012, pasó al Chivas USA de la Major League Soccer.

### Club Sport Emelec

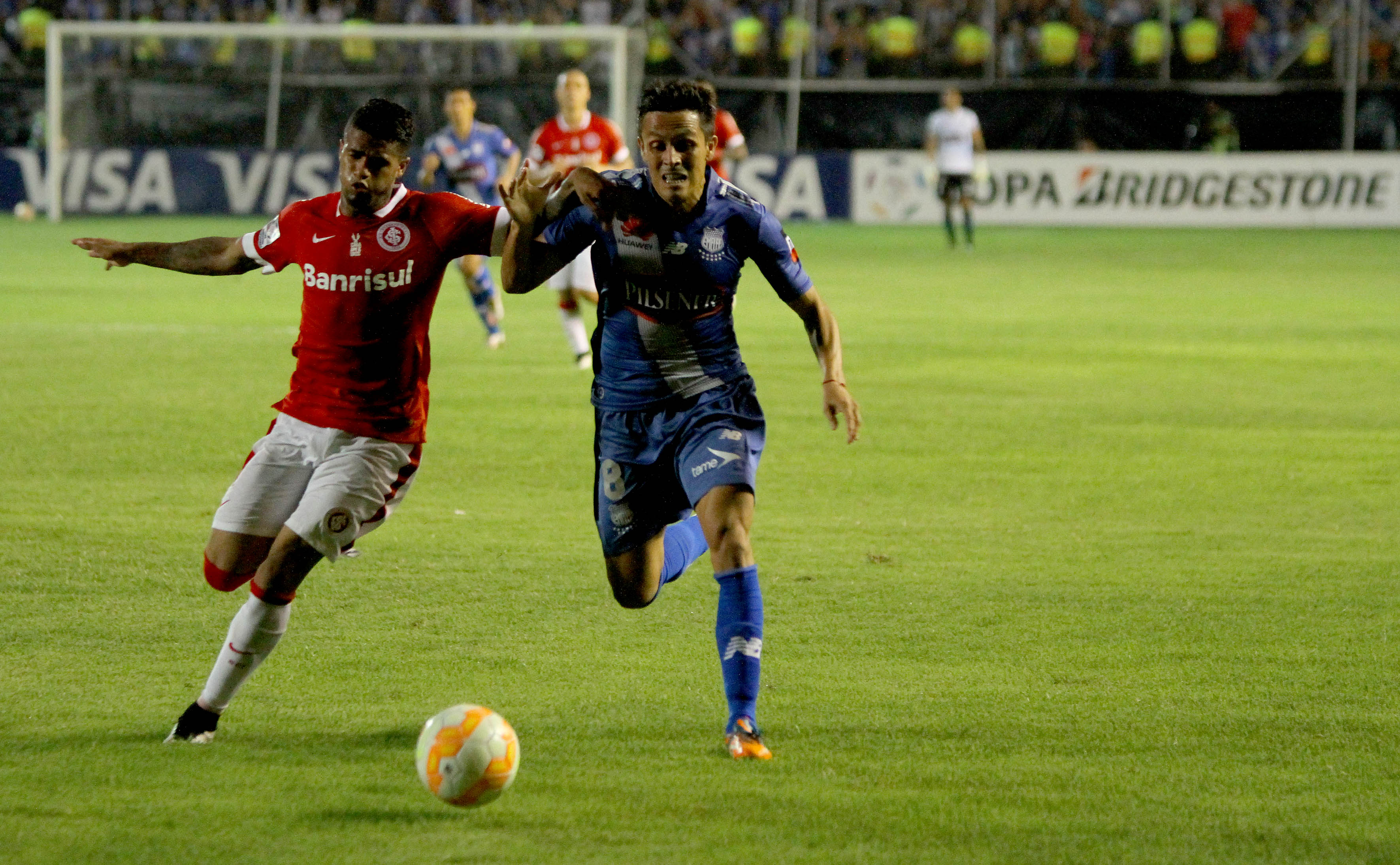
Marcos Mondaini jugando ante Internacional de Brasil, por la Copa Libertadores de 2015

Para la temporada 2012 vuelve al Club Sport Emelec, donde nuevamente destaca y es campeón de Ecuador el 2013. En los años 2014, 2015  continua en Emelec con el cual logra el tricampeonato. Continua en el 2016 no siendo uno de sus mejores temporadas, pero siguió perteneciendo al plantel en el 2017, siendo en ocasiones capitán de dicho club. Ya trascurridas las primeras fechas Mondaini comandó el ataque del  Club Sport Emelec de gran manera, siendo el capitán del equipo y dando unas destacadas actuaciones, con goles y asistencias incluidas, siendo pieza clave del plantel.

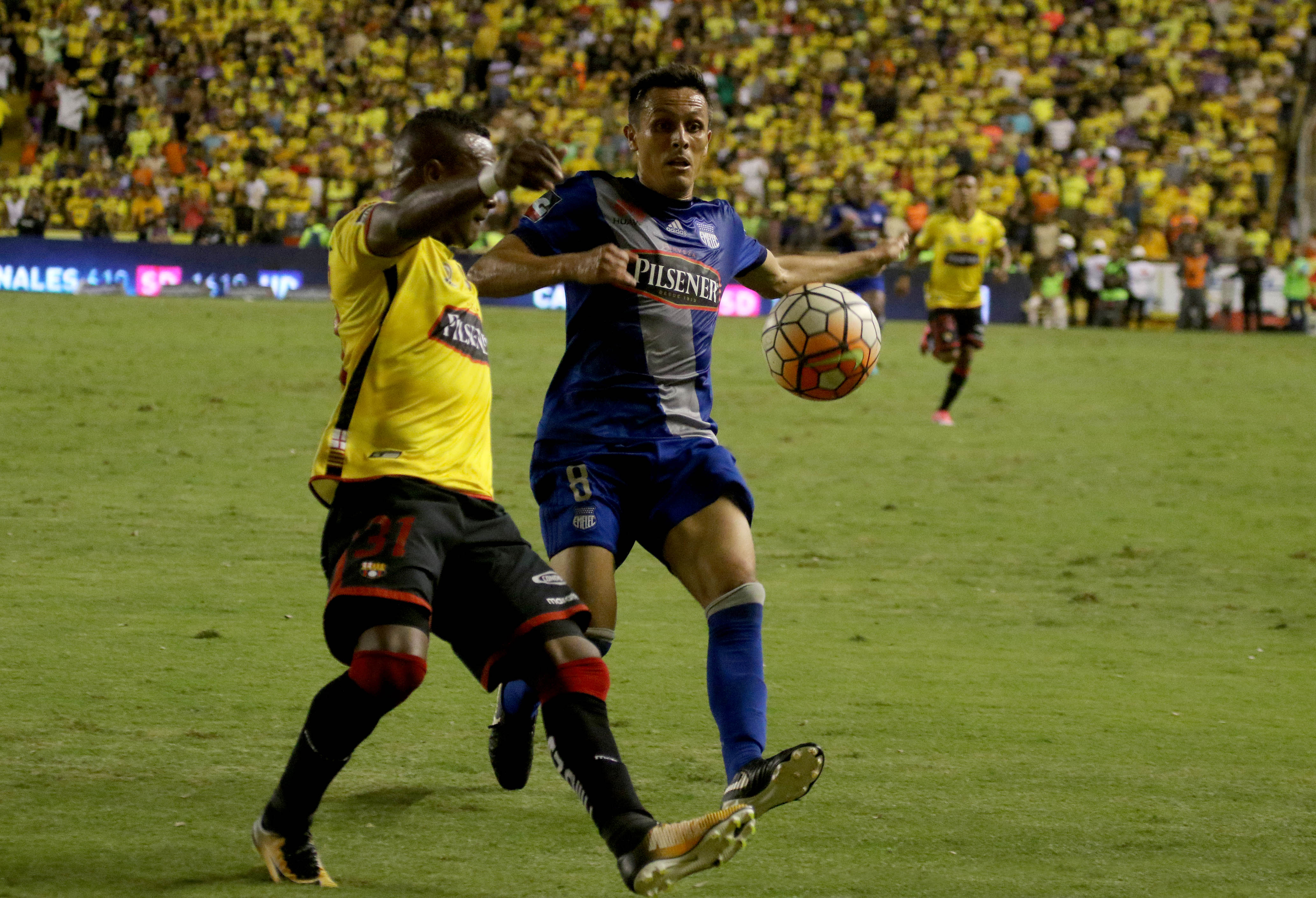
Mondaini en el Clásico del Astillero del año 2017.

El día domingo 22 de octubre del 2017 la Boca del Pozo, barra de Emelec, le hizo un homenaje por cumplir 300 partidos con la camiseta de Emelec.
Desde su retorno el "Diablo" ha conseguido cuatro títulos con el Club Sport Emelec en los años 2013, 2014, 2015 y 2017; y tres veces obtuvo el subcampeonanto  en los años 2012, 2016 y 2018.

### Guayaquil City
A mediados de año del campeonato ecuatoriano en el 2019, ficha por Guayaquil City, cual tiene una campaña regular. En el 2020 renueva con el cuadro de "Los Ciudadanos" teniendo oportunidades en el campo de juego.

### Rocafuerte FC
Hubo una gran novedad esta tarde en el fútbol se Segunda Categoría en el Guayas al darse a conocer que Marcos Mondaini es el nuevo refuerzo del Rocafuerte Fútbol Club.
El conjunto ‘cementero’ oficializó al histórico jugador del Emelec y con reciente pasado en Guayaquil City.

## Director deportivo
Luego de una histórica y exitosa carrera decidió retirarse del Fútbol a los 35 años, para asumir a partir del 4 de enero de 2021 el rol de director deportivo en el equipo de sus amores: El Club Sport Emelec.

## Estadísticas
| Club              | Temporada     | Campeonato | Campeonato | Sudamericana | Sudamericana | Libertadores | Libertadores | Total    | Total |
| Club              | Temporada     | Partidos   | Goles      | Partidos     | Goles        | Partidos     | Goles        | Partidos | Goles |
| ----------------- | ------------- | ---------- | ---------- | ------------ | ------------ | ------------ | ------------ | -------- | ----- |
| Boca Juniors      | 2004-05       | 2          | 0          | 0            | 0            | 0            | 0            | 2        | 0     |
| Boca Juniors      | 2005 Apertura | 0          | 0          | 0            | 0            | 0            | 0            | 0        | 0     |
| Boca Juniors      | Total         | 2          | 0          | 0            | 0            | 0            | 0            | 2        | 0     |
| Emelec            | 2006          | 41         | 12         | –            | –            | 0            | 0            | 41       | 12    |
| Emelec            | Total         | 41         | 12         | –            | –            | 0            | 0            | 41       | 12    |
| Boca Juniors      | 2007 Clausura | 3          | 0          | 0            | 0            | 1            | 0            | 4        | 0     |
| Boca Juniors      | 2007 Apertura | 0          | 0          | 0            | 0            | 0            | 0            | 0        | 0     |
| Boca Juniors      | Total         | 3          | 0          | 0            | 0            | 1            | 0            | 4        | 0     |
| Barcelona SC      | 2008          | 26         | 3          | –            | –            | 0            | 0            | 26       | 3     |
| Barcelona SC      | Total         | 21         | 3          | –            | –            | 0            | 0            | 21       | 3     |
| Nacional          | 2009 Clausura | 11         | 3          | –            | –            | 7            | 2            | 18       | 5     |
| Nacional          | Total         | 11         | 3          | –            | –            | 7            | 2            | 18       | 5     |
| Boca Juniors      | 2009 Apertura | 1          | 0          | 0            | 0            | 0            | 0            | 1        | 0     |
| Boca Juniors      | Total         | 1          | 0          | 0            | 0            | 0            | 0            | 1        | 0     |
| Atlético Nacional | 2010          | 38         | 4          | 0            | 0            | 0            | 0            | 38       | 4     |
| Atlético Nacional | Total         | 38         | 4          | 0            | 0            | 0            | 0            | 38       | 4     |
| Chivas USA        | 2011          | 24         | 3          | 0            | 0            | 0            | 0            | 24       | 3     |
| Chivas USA        | Total         | 24         | 3          | 0            | 0            | 0            | 0            | 24       | 3     |
| Emelec            | 2012          | 37         | 10         | 6            | 0            | 7            | 1            | 50       | 11    |
| Emelec            | 2013          | 41         | 7          | 4            | 0            | 8            | 0            | 53       | 7     |
| Emelec            | 2014          | 32         | 6          | 7            | 1            | 1            | 0            | 40       | 7     |
| Emelec            | 2015          | 37         | 7          | 2            | 0            | 7            | 0            | 46       | 7     |
| Emelec            | 2016          | 24         | 1          | 3            | 0            | 2            | 0            | 29       | 1     |
| Emelec            | 2017          | 38         | 6          | –            | –            | 8            | 0            | 46       | 6     |
| Emelec            | 2018          | 13         | 0          | –            | –            | 2            | 0            | 15       | 0     |
| Emelec            | 2019          | 5          | 0          | –            | –            | 1            | 0            | 6        | 0     |
| Emelec            | Total         | 227        | 37         | 22           | 1            | 36           | 2            | 285      | 39    |
| Guayaquil City    | 2019          | 8          | 0          | –            | –            | –            | –            | 8        | 0     |
| Guayaquil City    | 2020          | 9          | 1          | –            | –            | –            | –            | 9        | 1     |
| Guayaquil City    | Total         | 17         | 1          | –            | –            | –            | –            | 17       | 1     |
| Rocafuerte        | 2020          | 2          | 0          | –            | –            | 0            | 0            | 2        | 0     |
| Total carrera     | Total carrera | 384        | 63         | 22           | 1            | 44           | 4            | 453      | 67    |

## Palmarés

### Campeonatos nacionales
| Título              | Club         | País      | Año     |
| ------------------- | ------------ | --------- | ------- |
| Primera División    | Boca Juniors | Argentina | A-2005  |
| Campeonato Uruguayo | Nacional     | Uruguay   | 2008-09 |
| Serie A             | Emelec       | Ecuador   | 2013    |
| Serie A             | Emelec       | Ecuador   | 2014    |
| Serie A             | Emelec       | Ecuador   | 2015    |
| Serie A             | Emelec       | Ecuador   | 2017    |

### Copas internacionales
| Título            | Club         | Sede         | Año  |
| ----------------- | ------------ | ------------ | ---- |
| Copa Libertadores | Boca Juniors | Porto Alegre | 2007 |

### Distinciones individuales
| Distinción                             | Club   | País    | Año  |
| -------------------------------------- | ------ | ------- | ---- |
| Mejor Asistidor de la Serie A          | Emelec | Ecuador | 2006 |
| Mejor Jugador Extranjero de la Serie A | Emelec | Ecuador | 2006 |
| Mejor Jugador de la Serie A            | Emelec | Ecuador | 2006 |
| Mejor Asistidor de la Serie A          | Emelec | Ecuador | 2012 |
| 11 Ideal de la Serie A                 | Emelec | Ecuador | 2013 |
| 11 Ideal de la Serie A                 | Emelec | Ecuador | 2014 |
| 11 Ideal de la Serie A                 | Emelec | Ecuador | 2015 |